# Квиллан (конунг Гардарики)
Квиллан (Kvillánus) — легендарный правитель Руси (Гардарики), упомянутый в Саге об Одде Стреле (Орваре), правивший в Хольмгарде, и воевавший против Одда (по саге конунга Дании).
Квиллан стал конунгом после смерти предыдущего конунга (Геррауда), и никто не знал откуда он появился в Хольмгарде, что, по саге, и стало причиной вторжения Одда, союзника предыдущего конунга Хольмгарда. Квиллан всегда ходил в маске (вариант: при нём в стране была какая-то болезнь, из-за которой люди ходили с закрытыми лицами), и никто не видел его лица.
В саге перечислены подданные и наместники Квиллана: Холмейр — в Хольмгарде, Маро — в Маромаре, Радстав — правитель в Радставе, Эддваль — в Сурздале, Палтес — правитель в Палтескье, Кенмар — правитель в Кенугарде.
Также в саге рассказывается о том, что Квиллан в течение трёх лет собрал большое войско в Кирьялаланде, Рафесталанде, Реваланде, Вирланде, Эстланде, Ливланде, Витланде, Курланде, Ланланде, Эрмланде и Пулиналанде.
Далее, согласно редакции А-В, Одд пришёл в Хольмгард и встретился с Квилланом на поле боя. Но силы у них оказались почти равны, поэтому они вскоре прекратили бой. По редакции А-В Квиллан вернулся в город с оставшимися людьми и «после этого долгое время правил он Хольмгардами». По редакции S Одд, стал правителем Гардарики и решил съездить на родной остров в Норвегию, где и умер.
Скандинавские историки XVII—XVIII веков относили время легендарного Квиллана примерно к VIII веку, по некоторым версиям он был преемником известного Радбарта. Похожее имя «Квилан» носил король Шотландии, правивший в 966—971 годах.